# Parodia
Parodia ist eine Pflanzengattung aus der Familie der Kakteengewächse (Cactaceae). Der botanische Name der Gattung ehrt den aus Italien stammenden Apotheker und Botaniker Domingo Parodi (1823–1890).

## Beschreibung

### Vegetative Merkmale
Die Arten der Gattung Parodia bleiben niedrig und wachsen einzeln oder in Gruppen mit meist kleinen, kugelförmigen bis kurz zylindrischen Trieben. Auf den etwas gehöckerten oder vollständig in Höcker aufgelösten Rippen sitzen Areolen, die im juvenilen Stadium oft dicht bewollt sind. Die wenigen bis zahlreichen Dornen sind unterschiedlich geformt und gefärbt. Sie können gehakt sein.

### Blüten
Die trichter- bis glockenförmigen, leuchtend gefärbten Blüten erscheinen in der Nähe der Triebspitzen und öffnen sich am Tag. Ihr Perikarpell und die Blütenröhre sind oft mit Haaren und Borsten besetzt, wobei die Borsten häufig auf die oberen Abschnitte der Röhre beschränkt sind. Die Narben sind oft auffällig rot.

### Früchte und Samen
Die kugel- bis keulenförmigen oder zylindrischen Früchte sind trocken oder fast trocken und mit Wolle oder Borsten besetzt. Dünnwandige Früchte zerfallen an der Basis, dickwandige reißen an der Seite auf. Sie enthalten rötlich braune bis schwarze Samen unterschiedlicher Form. Das Hilum ist groß, ein Samenanhängsel (Strophiola) kann vorhanden sein oder fehlen.

## Verbreitung
Die Gattung Parodia ist im Wesentlichen östlich der Anden in Bolivien, Paraguay, Uruguay, Argentinien und Süd-Brasilien verbreitet.

## Systematik
Die Erstbeschreibung wurde 1923 vom italienisch-argentinischen Botaniker Carlos Luis Spegazzini veröffentlicht. Ihre Typusart ist Echinocactus microspermus.

### Systematik nach N.Korotkova et al. (2021)
Die Gattung umfasst folgenden Arten:
- Parodia alacriportana Backeb. & Voll
- Parodia allosiphon (Marchesi) N.P.Taylor
- Parodia aureicentra Backeb.
- Parodia ayopayana Cárdenas
- Parodia buiningii (Buxb.) N.P.Taylor
- Parodia calvescens (N.Gerloff & A.D.Nilson) Anceschi & Magli
- Parodia carambeiensis (Buining & Brederoo) Hofacker
- Parodia chrysacanthion (K.Schum.) Backeb.
- Parodia claviceps (F.Ritter) F.H.Brandt ≡ Parodia schumanniana subsp. claviceps (F.Ritter) Hofacker & P.J.Braun
- Parodia columnaris Cárdenas
- Parodia comarapana Cárdenas
- Parodia commutans F.Ritter
- Parodia concinna (Monv.) N.P.Taylor
- Parodia crassigibba (F.Ritter) N.P.Taylor
- Parodia curvispina (F.Ritter) D.R.Hunt
- Parodia diersiana Jucker[4]
- Parodia erinacea (Haw.) N.P.Taylor
- Parodia erubescens (Osten) D.R.Hunt
- Parodia formosa F.Ritter
- Parodia fusca (F.Ritter) Hofacker & P.J.Braun
- Parodia gaucha M.Machado & Larocca
- Parodia gibbulosa F.Ritter
- Parodia haselbergii (F.Haage ex Rümpler) F.H.Brandt
- Parodia hausteiniana Rausch
- Parodia hegeri Diers, Krahn & Beckert
- Parodia herteri (Werderm.) N.P.Taylor
- Parodia hofackeriana A.S.Oliveira & R.Pontes[5]
- Parodia horrida F.W.Brandt ≡ Parodia microsperma subsp. horrida (F.H.Brandt) R.Kiesling & O.Ferrari
- Parodia horstii (F.Ritter) N.P.Taylor
- Parodia ibicuiensis (Prestlé) Anceschi & Magli
- Parodia langsdorfii (Lehm.) D.R.Hunt
- Parodia larapuntensis Diers & Jucker[6]
- Parodia lenninghausii (F.Haage) F.H.Brandt ex Eggli & Hofacker
- Parodia linkii (Lehm.) R.Kiesling
- Parodia maassii (Heese) A.Berger
- Parodia magnifica (F.Ritter) F.H.Brandt
- Parodia mairanana Cárdenas
- Parodia maldonadensis (Herter) Hofacker
- Parodia mammulosa (Lem.) N.P.Taylor
- Parodia microsperma (F.A.C.Weber) Speg.
- Parodia mueller-melchersii (Frič ex Backeb.) N.P.Taylor
- Parodia muricata (Link & Otto ex Pfeiff.) Hofacker
- Parodia neobuenekeri (F.Ritter) Anceschi & Magli
- Parodia neohorstii (S.Theun.) N.P.Taylor
- Parodia nigrispina (K.Schum.) F.H.Brandt
- Parodia nivosa Backeb.
- Parodia nothorauschii D.R.Hunt
- Parodia ocampoi Cárdenas
- Parodia otaviana Cárdenas
- Parodia ottonis (Lehm.) N.P.Taylor
- Parodia oxycostata (Buining & Brederoo) Hofacker
- Parodia prestoensis F.H.Brandt
- Parodia procera F.Ritter
- Parodia rechensis (Buining) F.H.Brandt
- Parodia ritteri Buining
- Parodia schumanniana (Nicolai) F.H.Brandt
- Parodia schwebsiana (Werderm.) Backeb.
- Parodia scopa (Spreng.) N.P.Taylor
- Parodia stockingeri (Prestlé) Hofacker & P.J.Braun
- Parodia stuemeri (Werderm.) Backeb.
- Parodia subterranea F.Ritter
- Parodia taratensis Cárdenas
- Parodia tenuicylindrica (F.Ritter) D.R.Hunt
- Parodia tuberculata Cárdenas
- Parodia warasii (F.Ritter) F.H.Brandt
- Parodia werdermanniana (Herter) N.P.Taylor

Synonyme der Gattung sind Malacocarpus Salm-Dyck (1850), Echinocactus subg. Notocactus K.Schum. (1898), Notocactus (K.Schum.) Frič (1928), Hickenia Britton & Rose (1922, nom. illeg.), Neohickenia Frič (1928, nom. illeg.), Microspermia Frič (1929, nom. illeg.), Brasilocactus Frič ex Kreuz. (1935), Acanthocephala Backeb. (1938), Eriocephala Backeb. (1938), Eriocactus Backeb. (1942, nom. illeg.), Brasilicactus Backeb. (1942, nom. illeg.), Chrysocactus Y.Itô (1950), Dactylanthocactus Y.Itô (1957), Sericocactus Y.Itô (1957), Wigginsia D.M.Porter (1964), Brasiliparodia F.Ritter (1979), Peronocactus Doweld (1999, nom. illeg.), Ritterocactus Doweld (1999) und Bolivicactus Doweld (2000).

### Systematik nach Anderson/Eggli (2005)
Die Gattung Parodia kann gemäß Reto Nyffeler in drei Untergattungen unterschieden werden:
- Untergattung Parodia:
  - Gruppe Parodia: (Parodia s. str.)
Die Triebe sind flach kugelförmig, kugelförmig oder säulenförmig und sprossen nur selten. Eine Rübenwurzel ist nur selten vorhanden. Das Triebgewebe enthält meist keinen Schleim, die Epidermis ist meist zart. Die Areolen befinden sich immer auf den Höckern. Die Mittel- und Randdornen unterscheiden sich deutlich voneinander. Der Mitteldorn ist manchmal gehakt. Die Blüten sind trichterförmig, Griffel und Narben sind stets gleich gefärbt. Die weichen Früchte vertrocknen später und öffnen sich an ihrer Basis.
  - Gruppe Notocactus: (Notocactus s. str. + Wigginsia)
Die Triebe sind flach kugelförmig, kugelförmig oder säulenförmig und sprossen gelegentlich. Eine Rübenwurzel ist manchmal vorhanden. Das Triebgewebe enthält meist Schleim, die Epidermis ist häufig hart. Die Areolen befinden sich in den Vertiefungen zwischen den Höckern. Die Mittel- und Randdornen unterscheiden sich. Die Blüten sind breit trichterförmig bis glockenförmig, Griffel und Narben sind in der Regel unterschiedlich gefärbt. Die bei Reife häufig verlängerten Früchte öffnen sich unterschiedlich.

- Untergattung Eriocactus:
Die Triebe sind im Alter oft lang säulenförmig und sprossen gelegentlich. Der Triebscheitel ist häufig schief. Das Triebgewebe enthält keinen Schleim. Die Höcker sind zu geraden Rippen verschmolzen. Die Areolen befinden sich zwischen den Höckern. Sie sind nicht oder undeutlich eingesenkt und häufig stark bewollt. Die Dornen sind mehr oder weniger borstenartig. Die hell- bis dunkelgelben Blüten sind breit glockenförmig, Griffel und Narben sind gleich gefärbt. Die Früchte besitzen eine harte Fruchtwand und öffnen sich an ihrer Basis.

- Untergattung Brasilicactus:
Die Triebe sind flach kugelförmig bis selten kurz säulenförmig. Der Triebscheitel ist häufig schief. Das auffallend weiche Triebgewebe enthält keinen Schleim. Die Höcker sind voneinander getrennt und in Schrägzeilen angeordnet oder zu Rippen verschmolzen. Die runden Areolen stehen dicht beieinander. Mitteldornen werden nicht ausgebildet oder sind gelegentlich hakig. Es sind zahlreiche Randdornen vorhanden. Die sind schmal trichterförmig, Griffel und Narben sind gleich gefärbt. Die Früchte besitzen eine dünne Fruchtwand und öffnen sich an ihrer Basis.

Anatomische und morphologische Arbeiten von David Richard Hunt und Mitarbeitern sowie Reto Nyffeler führten zur Eingliederung der Gattungen Brasilicactus, Brasiliparodia, Eriocactus, Notocactus und Wigginsia in die Gattung Parodia. Diese Untersuchungen legten ebenfalls die Einbeziehung der Gattungen Blossfeldia und Frailea nahe. Die Gattung Parodia sensu lato ist in diesem Umfang monophyletisch, die vorgeschlagenen Untergattungen sind es jedoch nicht.
Zur Gattung gehören die folgenden Arten:
- Untergattung Parodia
  - Gruppe Parodia s. str.
    - Parodia aureicentra Backeb.
    - Parodia ayopayana Cárdenas
    - Parodia chrysacanthion (K.Schum.) Backeb.
    - Parodia columnaris Cárdenas
    - Parodia comarapana Cárdenas
    - Parodia commutans F.Ritter
    - Parodia formosa F.Ritter
    - Parodia hausteiniana Rausch
    - Parodia maassii (Heese) A.Berger
    - Parodia microsperma (F.A.C.Weber) Speg.
      - Parodia microsperma subsp. microsperma
      - Parodia microsperma subsp. horrida (F.H.Brandt) R.Kiesling & O.Ferrari ≡ Parodia horrida F.W.Brandt

    - Parodia nivosa Frič ex Backeb.
    - Parodia ocampoi Cárdenas
    - Parodia penicillata Fechser & Steeg = Parodia nivosa Frič ex Backeb.
    - Parodia pilayaensis Diers & Beckert[12] = Parodia procera F.Ritter
    - Parodia procera F.Ritter
    - Parodia ritteri Buining
    - Parodia saint-pieana Backeb. = Parodia chrysacanthion (K.Schum.) Backeb.
    - Parodia schwebsiana (Werderm.) Backeb.
    - Parodia stuemeri (Werderm.) Backeb.
    - Parodia subterranea F.Ritter
    - Parodia taratensis Cárdenas
    - Parodia tilcarensis (Werderm. & Backeb.) Backeb. = Parodia stuemeri (Werderm.) Backeb.
    - Parodia tuberculata Cárdenas
    - Parodia uhligiana Diers & Rausch[13] = Parodia nivosa Frič ex Backeb. sensu Parodia uhligiana Backeb. (1963)

  - Gruppe Notocactus (=Notocactus s. str. + Wigginsia)
    - Parodia allosiphon (Marchesi) N.P.Taylor
    - Parodia arnostiana (Lisal & Kolarik) Hofacker = Parodia curvispina (F.Ritter) D.R.Hunt
    - Parodia buiningii (Buxb.) N.P.Taylor
    - Parodia carambeiensis (Buining & Brederoo) Hofacker
    - Parodia concinna (Monv.) N.P.Taylor
      - Parodia concinna subsp. concinna
      - Parodia concinna subsp. agnetae (Vliet) Hofacker = Parodia concinna (Monv.) N.P.Taylor
      - Parodia concinna subsp. blaauwiana (Vliet) Hofacker = Parodia concinna (Monv.) N.P.Taylor

    - Parodia crassigibba (F.Ritter) N.P.Taylor
    - Parodia curvispina (F.Ritter) D.R.Hunt
    - Parodia erinacea (Haw.) N.P.Taylor
    - Parodia erubescens (Osten pro hybr.) D.R.Hunt
    - Parodia fusca (F.Ritter) Hofacker & P.J.Braun
    - Parodia herteri (Werderm.) N.P.Taylor
    - Parodia horstii (F.Ritter) N.P.Taylor
    - Parodia langsdorfii (Lehm.) D.R.Hunt
    - Parodia linkii (Lehm.) R.Kiesling
    - Parodia mammulosa (Lem.) N.P.Taylor
      - Parodia mammulosa subsp. mammulosa
      - Parodia mammulosa subsp. brasiliensis (Havlíček) Hofacker = Parodia mammulosa (Lem.) N.P.Taylor
      - Parodia mammulosa subsp. erythracantha (H.Schloss. & Brederoo) Hofacker = Parodia mammulosa (Lem.) N.P.Taylor
      - Parodia mammulosa subsp. eugeniae (Vliet) Hofacker = Parodia mammulosa (Lem.) N.P.Taylor
      - Parodia mammulosa subsp. submammulosa (Lem.) Hofacker = Parodia mammulosa (Lem.) N.P.Taylor

    - Parodia meonacantha (Prestlé) Hofacker = Parodia crassigibba (F.Ritter) N.P.Taylor
    - Parodia mueller-melchersii (Frič ex Backeb.) N.P.Taylor
      - Parodia mueller-melchersii subsp. mueller-melchersii
      - Parodia mueller-melchersii subsp. gutierrezii (W.R.Abraham) Hofacker = Parodia mueller-melchersii (Frič ex Backeb.) N.P.Taylor
      - Parodia mueller-melchersii subsp. winkleri (Vliet) Hofacker = Parodia mueller-melchersii (Frič ex Backeb.) N.P.Taylor

    - Parodia muricata (Otto ex Pfeiff.) Hofacker
    - Parodia neoarechavaletae (Havlíček) D.R.Hunt ≡ Parodia maldonadensis (Herter) Hofacker
    - Parodia neohorstii (S.Theun.) N.P.Taylor
    - Parodia nothominuscula Hofacker = Parodia ottonis (Lehm.) N.P.Taylor
    - Parodia nothorauschii D.R.Hunt
    - Parodia ottonis (Lehm.) N.P.Taylor
      - Parodia ottonis subsp. ottonis
      - Parodia ottonis subsp. horstii (F.Ritter) Hofacker = Parodia ottonis (Lehm.) N.P.Taylor

    - Parodia oxycostata (Buining & Brederoo) Hofacker
      - Parodia oxycostata subsp. oxycostata
      - Parodia oxycostata subsp. gracilis (F.Ritter) Hofacker = Parodia ottonis (Lehm.) N.P.Taylor

    - Parodia permutata (F.Ritter) Hofacker = Parodia mueller-melchersii (Frič ex Backeb.) N.P.Taylor
    - Parodia rudibuenekeri (W.R.Abraham) Hofacker & P.J.Braun
      - Parodia rudibuenekeri subsp. rudibuenekeri
      - Parodia rudibuenekeri subsp. glomerata (N.Gerloff) Hofacker = Parodia scopa (Spreng.) N.P.Taylor

    - Parodia rutilans (Däniker & Krainz) N.P.Taylor
      - Parodia rutilans subsp. rutilans
      - Parodia rutilans subsp. veeniana (Vliet) Hofacker = Parodia mueller-melchersii (Frič ex Backeb.) N.P.Taylor

    - Parodia scopa (Spreng.) N.P.Taylor
      - Parodia scopa subsp. scopa
      - Parodia scopa subsp. marchesii (W.R.Abraham) Hofacker = Parodia scopa (Spreng.) N.P.Taylor
      - Parodia scopa subsp. neobuenekeri (F.Ritter) Hofacker & P.J.Braun ≡ Parodia neobuenekeri (F.Ritter) Anceschi & Magli
      - Parodia scopa subsp. succinea (F.Ritter) Hofacker & P.J.Braun = Parodia scopa (Spreng.) N.P.Taylor

    - Parodia sellowii (Link & Otto) D.R.Hunt = Parodia erinacea (Haw.) N.P.Taylor
    - Parodia stockingeri (Prestlé) Hofacker & P.J.Braun
    - Parodia tabularis (Cels ex Rümpler) D.R.Hunt = Parodia concinna (Monv.) N.P.Taylor
      - Parodia tabularis subsp. tabularis
      - Parodia tabularis subsp. bommeljei (Vliet) Hofacker = Parodia concinna (Monv.) N.P.Taylor

    - Parodia tenuicylindrica (F.Ritter) D.R.Hunt
    - Parodia turbinata (Arechav.) Hofacker = Parodia erinacea (Haw.) N.P.Taylor
    - Parodia turecekiana R.Kiesling = Parodia mammulosa (Lem.) N.P.Taylor
    - Parodia werdermanniana (Herter) N.P.Taylor
    - Parodia werneri Hofacker = Parodia crassigibba (F.Ritter) N.P.Taylor
      - Parodia werneri subsp. werneri
      - Parodia werneri subsp. pleiocephala (N.Gerloff & Königs) Hofacker = Parodia crassigibba (F.Ritter) N.P.Taylor

- Untergattung Eriocactus (Buxb.) F.H.Brandt[14]
  - Parodia lenninghausii (F.Haage) F.H.Brandt ex Eggli & Hofacker[15]
  - Parodia magnifica (F.Ritter) F.H.Brandt
  - Parodia nigrispina (K.Schum.) F.H.Brandt
  - Parodia schumanniana (Nicolai) F.H.Brandt
    - Parodia schumanniana subsp. schumanniana
    - Parodia schumanniana subsp. claviceps (F.Ritter) Hofacker & P.J.Braun ≡ Parodia claviceps (F.Ritter) F.H.Brandt

  - Parodia warasii (F.Ritter) F.H.Brandt
- Untergattung Brasilicactus (Buxb.) F.H.Brandt[14]
  - Parodia alacriportana Backeb. & Voll
    - Parodia alacriportana subsp. alacriportana
    - Parodia alacriportana subsp. brevihamata (W.Haage) Hofacker & P.J.Braun = Parodia alacriportana Backeb. & Voll
    - Parodia alacriportana subsp. buenekeri (Buining) Hofacker & P.J.Braun = Parodia alacriportana Backeb. & Voll
    - Parodia alacriportana subsp. catarinensis (F.Ritter) Hofacker & P.J.Braun = Parodia alacriportana Backeb. & Voll

  - Parodia haselbergii (F.Haage ex Rümpler) F.H.Brandt
    - Parodia haselbergii subsp. haselbergii
    - Parodia haselbergii subsp. graessneri (K.Schum.) Hofacker & P.J.Braun = Parodia haselbergii (F.Haage ex Rümpler) F.H.Brandt

  - Parodia rechensis (Buining) F.H.Brandt

Synonyme der Gattung sind Malacocarpus Salm-Dyck(1850, nom. illeg. ICBN-Artikel 53.1), Hickenia Britton & Rose (1922, nom. illeg. ICBN-Artikel 53.1), Notocactus (K.Schum.) Frič (1928), Brasilocactus Frič (1935, nom. illeg. ICBN-Artikel 53.1), Microspermia Frič (1935, nom. illeg. ICBN-Artikel 53.1), Neohickenia Frič (1935, nom. illeg. ICBN-Artikel 53.1), Acanthocephala Backeb. (1938), Eriocephala Backeb. (1938), Brasilicactus Backeb. (1942, nom. illeg. ICBN-Artikel 52.1?), Eriocactus Backeb. (1942, nom. illeg. ICBN-Artikel 52.1), Dactylanthocactus Y.Itô (1957, nom. illeg. ICBN-Artikel 52.1), Sericocactus Y.Itô (1957), Wigginsia D.M.Porter (1964), Brasiliparodia F.Ritter (1979), Aparadoa Vliet (1986, nom. inval. ICBN-Artikel 36.1, 37.1), Peronocactus Doweld (1999, nom. inval. ICBN-Artikel 52.2b), Ritterocactus Doweld (1999) und Bolivicactus Doweld (2000).

## Nachweise

## Weiterführende Literatur
- Giovanna Anceschi, Alberto Magli: A synopsis of the genus Parodia Spegazzini s.l. (Cactaceae). In: Bradleya. Band 36, 2018, S. 70–161 (doi:10.25223/brad.n36.2018.a9).
- John Brickwood: Parodia. In: Cactus Consensus Initiatives. Nummer 3, 1997, S. 22–23.
- John Brickwood: Parodia. In: Cactus Consensus Initiatives. Nummer 4, 1997, S. 18–19.
- Urs Eggli, Reto Nyffeler: (1352) Proposal to conserve the name Parodia against Frailea (Cactaceae). In: Taxon. Band 47, Nummer 2, 1998, S. 475–476 (JSTOR).
- Urs Eggli, Marlon Machado, Reto Nyffeler: Nomenclatural note on the subgenera of Parodia (Cactaceae – Cactoideae). In: Taxon. Band 57, Nr. 3, 2008, S. 985–988 (doi:10.1002/tax.573028).
- Norbert Gerloff, Jozka Neduchal, Stanislav Stuchlík: Notokakteen. Gesamtdarstellung aller Notokakteen. Kveten, Brno 1995.
- Mathias Eichler: Lust auf Parodien?. In: Kakteen und andere Sukkulenten. Band 57, Nummer 5, 2006, S. 117–121.
- Norbert Gerloff, Jozka Neduchal: Taxonomische Neubearbeitung der Gattung Notocactus Fric. In: Internoto. Band 25, Nummer 2, 2004, S. 35–127.
- Andreas Hofacker: Further nomenclatural adjustments in Frailea and Parodia. In: Cactus Consensus Initiatives. Nummer 6, 1998, S. 11–12.
- Andreas Hofacker, Pierre Josef Baun: Nomenclatural adjustments in Parodia. In: Cactus Consensus Initiatives. Nummer 6, 1998, S. 10.
- Roberto Kiesling, Omar Ferrari: Parodia sensu strictu in Argentina, part 1. In: Cactus and Succulent Journal. Band 62, Nummer 4, Cactus and Succulent Society of America, 1990, S. 194–198.
- Roberto Kiesling, Omar  Ferrari: Parodia sensu strictu in Argentina, part 2. In: Cactus and Succulent Journal. Band 62, Nummer 5, Cactus and Succulent Society of America, 1990, S. 244–250.
- Tony Mace: Notocactus. A review of the Genus incorporating Brasilicactus, Eriocactus and Wigginsia. National Cactus and Succulent Society, 3. Auflage, 1980.
- Reto Nyffeler: Further referrals of "limbo" species in CCC1: Notocactus. In: Cactus Consensus Initiatives. Nummer 4, 1997, S. 8–9.
- Reto Nyffeler: Systematics and biogeography of Parodia s. lat. In: IOS Bulletin. Band 10, 2002, S. 22.
- Walter Weskamp: Die Gattung Parodia. 3 Bände, Selbstverlag, Kiel 1987–1997.